# Gerhard Alois Westrick
Gerhard Alois Westrick (* 27. April 1889 in Münster; † 10. Juni 1957) war ein deutscher Jurist und Spion.

## Leben und Tätigkeit

### Familie und frühes Leben
Westrick war der ältere Bruder des späteren Bonner Ministers Ludger Westrick und des Julius Westrick, der in den 1930er-Jahren für das Büro Ribbentrop in Paris tätig war.
Im Ersten Weltkrieg, an dem er mit dem Infanterieregiment 13 teilnahm, verlor Westrick ein Teil eines Beines.

### Karriere als Jurist und Unternehmensvorstand
In den 1920er Jahren arbeitete Westrick als Staatsanwalt in Düsseldorf. 1921 wurde er Partner in der Wirtschaftskanzlei von Heinrich Friedrich Albert, der durch seine Spionagetätigkeit in den Vereinigten Staaten während des Ersten Weltkriegs bekannt geworden war. Die Kanzlei vertrat die Interessen zahlreicher amerikanischer Firmen in Deutschland. Zu den Mandaten der Kanzlei gehörten Kodak, Ford, Texas Oil, General Motors und ITT. Auf diese Weise kam Westrick auch in Kontakt mit John Foster Dulles und seinem Bruder, dem späteren ersten CIA-Chef Allen Dulles, die beide damals in der New Yorker Anwaltskanzlei Sullivan & Cromwell tätig waren.
1936 eröffnete Westrick eine eigene Anwalts- und Notarskanzlei in Berlin, wobei er einige amerikanische Mandanten in seine neue Kanzlei überführte. Darunter war auch die International Telephone and Telegraph Company (ITT), die maßgeblich an der Standard Elektrizitäts-Gesellschaft, der C. Lorenz AG und der Mix&Genest AG beteiligt war. 1938 wurde Westrick zum Generalbevollmächtigten und Aufsichtsratsvorsitzenden der deutschen ITT-Holding ernannt. Ferner gehörten zu seinen Mandanten das Schreibmaschinenunternehmen Underwood-Elliott-Fischer Company und die Eastman Kodak Company.

### Nachrichtendienstliche Tätigkeit in den Vereinigten Staaten im Jahr 1940
Kurz nach Beginn des Zweiten Weltkriegs wurde Westrick als Wirtschaftsspion in die Vereinigten Staaten entsandt. Um die britische Seeblockade des europäischen Kontinents zu umgehen, reiste er über Sibirien und Japan nach New York City, wo er im März 1940 eintraf. Sein Auftrag lautete, Beziehungen zu führenden Männern der amerikanischen Wirtschaft anzuknüpfen, um diese systematisch in einer für die deutschen Interessen nützlichen Weise zu beeinflussen:
Zu diesem Zweck mietete er – ausgestattet mit einem Diplomatenpass der deutschen Botschaft in Washington D.C., der ihn als Handelsattaché bzw. nach anderen Quellen als Handelsrat (commercial counsellor) auswies – ein repräsentatives Haus in der Mamroneck Road in Scarsdale und ließ sich von Torkild Rieber vom Texaco-Konzern ein Büro in den Räumen von Texaco im Chrysler Building in der Lexington Avenue vermitteln. In der Folgezeit bemühte sich Westrick, führende amerikanische Geschäftsleute dazu zu veranlassen, Druck auf den amerikanischen Präsidenten Roosevelt auszuüben, um erstens die Lieferung von Rüstungsgütern aus den Vereinigten Staaten insbesondere an Großbritannien einzustellen (die Vereinigten Staaten lieferten trotz formaler Neutralität von 1939 bis 1941 auf dem Seeweg erhebliche Mengen an Schiffen, Munition, Waffen usw. an Großbritannien, die dieses dann im Krieg gegen Deutschland zum Einsatz brachte), sowie zweitens, generell den amerikanischen Staat in Bezug auf die Kriegsgeschehnisse in Europa auf eine möglichst isolationistische Haltung auszurichten. Zu diesem Zweck pflegte Westrick in den folgenden Monaten enge Kontakte zu diesen, wobei er einerseits auf die für das Deutsche Reich äußerst positive Kriegslage zu diesem Zeitpunkt verwies und zudem mit dem Versprechen arbeitete, dass das deutsche Reich die amerikanische Wirtschaft nach dem „Endsieg“ der Achsenmächte Amerika durch üppige Aufträge, enge Zusammenarbeit und durch Anleihen aus Deutschland entlohnen würde.
Zunächst war Westrick mit seinen Aktivitäten in New York sehr erfolgreich und konnte in vertraulichen Gesprächen zahlreiche Wirtschaftsvertreter für sich einnehmen. Den Höhepunkt seiner Anstrengungen markierte ein Dinner im Luxushotel Waldorf Astoria New York am 26. Juni 1940 mit Vertretern einiger Großfirmen der amerikanischen Wirtschaft, darunter Sosthenes Behn von ITT, James D. Mooney von General Motors, Edsel Ford von der Ford Motor Company und Philip Dakin Waggoner von Underwood, aus Anlass des deutschen Sieges über Frankreich.
Die Vertreter der British Security Coordination in New York um William Stephenson, denen Westricks Aktivitäten und die Ziele, auf die er hinarbeitete, nicht unbemerkt blieben, informierten die New York Herald Tribune über Westricks Treiben. Die Zeitung veröffentlichte daraufhin eine groß aufgemachte Story über Westrick mit Angaben über seine Adresse. Vor seinem Haus versammelte sich infolgedessen eine große Menschenmenge, die gegen ihn protestierte. Nachdem die Angelegenheit auch von anderen Zeitungen (Chicago Daily News, Life, Time) aufgegriffen wurde, wobei Westrick als "Hitlers Botschafter bei US-Geschäftsleuten" beschrieben wurde, gingen die Vertreter der amerikanischen Wirtschaft, die bis dahin mit Westrick hinter den Kulissen verhandelt hatten rasch auf Distanz zu ihm und brachen, erfüllt von der Furcht, dass man sie als fünfte Kolonne der Nationalsozialisten in den USA ansehen könnte, ihre Beziehungen zu Westrick ab. Zum Schutz vor Übergriffen der feindselig gesinnten Bevölkerung musste Westricks Haus in der Folgezeit durch das FBI geschützt werden.
In einer zweiten Story gab Herald Tribune dann bekannt, dass Westrick in seiner Bewerbung für einen amerikanischen Führerschein seine Beinprothese verschwiegen hatte. Sein Führerschein wurde daraufhin eingezogen und der Besitzer des von ihm gemieteten Haus in Scarsdale verwies ihn des Gebäudes.
Auf Druck des amerikanischen State Departments, das Westrick zu einer "persona non grata" erklärte, wurde Westrick dann vom Auswärtigen Amt in Berlin aus Amerika abgezogen. Am 20. August 1940 reiste er mit einem japanischen Dampfer über die Pazifikroute zurück nach Europa.

### Spätere Jahre
Nach seiner Rückkehr nach Europa fungierte Westrick für die restliche Dauer des Zweiten Weltkriegs als Geschäftsführer der ITT in Europa. Über Edouard Hofer, den Geschäftsführer einer ITT-Tochter in der Schweiz, blieb Westrick während des Krieges mit dem Hauptsitz von ITT in Verbindung. Anfang 1942 traf er sich in Madrid sogar mit dem zu diesem Zweck aus Amerika angereisten ITT-Chef Sosthenes Behn, um die Führung von ITT in Europa während der Kriegsjahre zu koordinieren. Insbesondere erhielt Westrick die Kontrolle über alle ITT-Liegenschaften in Europa.
Als Westrick Anfang Oktober 1945 vom US-Geheimdienst in der amerikanischen Besatzungszone festgesetzt wurde, konnte er einen "Begleitbrief" vorweisen, der ihn als Mitarbeiter der amerikanischen Studienkommission für strategischen Bombereinsatz legitimierte, einer Unterabteilung des OSS. Nachdem Westrick bis 1947 im Nürnberger Justizpalast festgehalten wurde, konnte er später seine anwaltliche Tätigkeit für Wirtschaftsunternehmen wieder aufnehmen.
Der SS-Nachrichtenchef Walter Schellenberg behauptete nach dem Krieg, dass Westrick relativ früh erkannte, dass der Krieg mit einer deutschen Niederlage enden würde, und dass er, Schellenberg, Westrick auch mitgeteilt habe, dass seiner Meinung nach eine Ausschaltung Hitlers erforderlich sei, um glimpflich aus dem Krieg herauszukommen. Einen Vorschlag von Westrick, dass er für ihn in die Schweiz reisen würde, um mit seinem alten Bekannten Allen Dulles, der zu diesem Zeitpunkt den amerikanischen Nachrichtendienst in der Schweiz vertrat, Verhandlungen anzuknüpfen, lehnte Schellenberg jedoch ab und erklärte, dass er Dulles nichts Greifbares anzubieten hätte.
Westricks Nachlass wird heute vom Bundesarchiv Koblenz verwahrt.